# Liste der Bodendenkmäler im Hauptsmoor
Auf dieser Seite sind die Bodendenkmäler in dem oberfränkischen gemeindefreien Gebiet Hauptsmoor zusammengestellt. Diese Tabelle ist eine Teilliste der Liste der Bodendenkmäler in Bayern. Grundlage ist die Bayerische Denkmalliste, die auf Basis des Bayerischen Denkmalschutzgesetzes vom 1. Oktober 1973 erstmals erstellt wurde und seither durch das Bayerische Landesamt für Denkmalpflege geführt wird. Die folgenden Angaben ersetzen nicht die rechtsverbindliche Auskunft der Denkmalschutzbehörde.

| Lage                    | Objekt | Akten-Nr.     | Bild |
| ----------------------- | --- | ------------- | ---- |
| Hauptsmoor (Standort)   | Bestattungsplatz mit Grabhügeln vorgeschichtlicher Zeitstellung.                                                         | D-4-6031-0106 |      |
| Hauptsmoor (Standort)   | Grabhügel vorgeschichtlicher Zeitstellung.                                                                               | D-4-6031-0108 |      |
| Strullendorf (Standort) | Bestattungsplatz mit teilweise verebneten Grabhügeln vorgeschichtlicher Zeitstellung mit Bestattungen der Hallstattzeit. | D-4-6131-0005 |      |
| Hauptsmoor (Standort)   | Vorgeschichtliche Grabhügel.                                                                                             | D-4-6131-0006 |      |
| Hauptsmoor (Standort)   | Grabhügel vorgeschichtlicher Zeitstellung.                                                                               | D-4-6131-0007 |      |
| Hauptsmoor (Standort)   | Grabhügel der Bronzezeit.                                                                                                | D-4-6131-0008 |      |
| Hauptsmoor (Standort)   | Hallstattzeitliche Brandgräber.                                                                                          | D-4-6131-0009 |      |
| Hauptsmoor (Standort)   | Bestattungsplatz mit Grabhügeln vorgeschichtlicher Zeitstellung.                                                         | D-4-6131-0010 |      |
| Hauptsmoor (Standort)   | Bestattungsplatz mit Grabhügeln vorgeschichtlicher Zeitstellung.                                                         | D-4-6131-0011 |      |
| Hauptsmoor (Standort)   | Bestattungsplatz mit Grabhügeln vorgeschichtlicher Zeitstellung.                                                         | D-4-6131-0012 |      |